# Бретвил сир Одон
Бретвил сир Одон (фр. Bretteville-sur-Odon) насеље је и општина у северној Француској у региону Доња Нормандија, у департману Калвадос која припада префектури Кан.
По подацима из 2011. године у општини је живело 3855 становника, а густина насељености је износила 596,75 становника/km². Општина се простире на површини од 6,46 km². Налази се на средњој надморској висини од 15 метара (максималној 72 m, а минималној 5 m).

## Демографија
| 1962. | 1968. | 1975. | 1982. | 1990. | 1999. | 2011. |
| ----- | ----- | ----- | ----- | ----- | ----- | ----- |
| 1.232 | 2.182 | 2.466 | 3.326 | 3.623 | 3.951 | 3.855 |

График промене броја становника у току последњих година